# LOL: Last One Laughing (Australia)
LOL: Last One Laughing, anche conosciuto come LOL: Australia, è un programma televisivo australiano del 2020.
Si tratta della versione australiana del game show LOL, basato sul format giapponese Documental, ideato dal comico Hitoshi Matsumoto. Viene distribuito da Prime Video e condotto da Rebel Wilson.
La prima stagione è composta da un totale di sei episodi. I primi due episodi sono andati in onda il 19 giugno 2020. Terzo e quarto episodio sono andati in onda il 26 giugno 2020. Gli ultimi due episodi finali il 3 luglio 2020.

## Regolamento
Dieci concorrenti si trovano per alcune ore (solitamente sei) in una stanza (in questo caso un finto appartamento di stile barocco), in cui devono tentare di far ridere gli avversari in qualsiasi modo e tramite qualsiasi mezzo: alla prima risata, il concorrente viene ammonito mentre alla seconda è costretto ad abbandonare il gioco. L'unico modo per comunicare con l'esterno è un telefono comandato dal conduttore.

## Prima edizione

### Concorrenti
- Anne Edmonds
- Becky Lucas
- Dilruk Jayasinha
- Ed Kavalee
- Joel Creasey
- Frank Woodley
- Nazeem Hussain
- Nick Cody
- Sam Simmons
- Susie Youssef

#### Vincitore
Frank Woodley